# FC Koper
Football Club Koper je slovinský fotbalový klub z města Koper. Vznikl roku 1955 sloučením klubů Aurora Koper a Meduza Koper. Nesl tehdy název NK Koper, roku 1990 byl přejmenován na FC Koper Capodistria, roku 2002 na FC Koper, roku 2003 na FC Anet Koper a roku 2008 na FC Luka Koper podle hlavního sponzora - slovinského přístavu Koper.

## Úspěchy
- 1× vítěz 1. slovinské ligy (2009/10)[1]
- 3× vítěz slovinského fotbalového poháru (2005/06, 2006/07, 2014/15)[2]
- 2× vítěz slovinského Superpoháru (2010, 2015)[3]

## Výsledky v evropských pohárech
Pozn.: chybí účinkování v Intertoto Cupu 2002 a 2003.
| Sezóna  | Soutěž             | Kolo        | Soupeř            | Skóre    |
| ------- | ------------------ | ----------- | ----------------- | -------- |
| 2006/07 | Pohár UEFA         | 1. předkolo | Litex Loveč       | 0–1, 0–5 |
| 2007/08 | Pohár UEFA         | 1. předkolo | NK Široki Brijeg  | 1–3, 2–3 |
| 2008/09 | Pohár UEFA         | 1. předkolo | Vllaznia Shkodër  | 1–2, 0–0 |
| 2010/11 | Liga mistrů UEFA   | 2. předkolo | Dinamo Zagreb     | 1–5, 3–0 |
| 2011/12 | Evropská liga UEFA | 1. předkolo | Šachter Karagandy | 1–1, 1–2 |
| 2014/15 | Evropská liga UEFA | 1. předkolo | FK Čelik Nikšić   | 4–0, 5–0 |
| 2014/15 | Evropská liga UEFA | 2. předkolo | Neftçi Baku       | 0–2, 2–1 |